# Navas del Madroño (ort)
Navas del Madroño är en ort i Spanien.   Den ligger i provinsen Provincia de Cáceres och regionen Extremadura, i den centrala delen av landet, 270 km väster om huvudstaden Madrid. Navas del Madroño ligger 438 meter över havet och antalet invånare är 1 491.
Terrängen runt Navas del Madroño är huvudsakligen platt, men österut är den kuperad. Navas del Madroño ligger uppe på en höjd. Runt Navas del Madroño är det glesbefolkat, med 8 invånare per kvadratkilometer. Närmaste större samhälle är Arroyo de la Luz, 16,4 km söder om Navas del Madroño. Trakten runt Navas del Madroño består i huvudsak av gräsmarker.